# Gästriklands runinskrifter 6
Runinskrift Gs 6 är en runsten vid Hadeholm i Hedesunda socken och Gävle kommun i Gästrikland.

## Stenen
Stenen, som är trasig, står mitt i ett vägskäl vid Hade. Den har förmodligen ursprungligen stått på gravfältet vid byn, men flyttades 1752 av Hadeholms ägare Fredrik Ulrik Insenstierna, som även lät hugga in sitt namnchiffer och årtalet i stenen. Denna sentida inskrift är nu delvis dold bakom ett fastsatt fragment mitt på stenen.

## Inskriften
Translitterering av runraden:
... yftiʀ ' moþur ' sena ...
Normalisering till runsvenska:
... æftiʀ moður sina ...
Översättning till nusvenska:
... efter sin moder ...